# Svenska mästerskapen i längdskidåkning 1941
Svenska mästerskapen i längdskidåkning 1941 arrangerades i Umeå.

## Medaljörer, resultat

### Herrar
| Gren              | Guld                                                      | Guld                                                      | Guld    | Silver                                                               | Silver                                                               | Silver  | Brons                                                      | Brons                                                      | Brons   |
| 15 km             | Alfred Dahlqvist                                          | Östersunds SK                                             | 1:11:22 | Gerhard Vikner                                                       | Brännans IF                                                          | 1:13:17 | Mauritz Brännström                                         | Norsjö IF                                                  | 1:14:02 |
| 30 km             | Alfred Dahlqvist                                          | Östersunds SK                                             | 1:55:35 | Elis Wiklund                                                         | Kramfors IF                                                          | 1:56:59 | Martin Karlsson Nils Östensson                             | IK Jarl Rättvik Hofors AIF                                 | 1:59:35 |
| 50 km             | Elis Wiklund                                              | Kramfors IF                                               | 3:32:42 | Nils Karlsson                                                        | IFK Mora                                                             | 3:33:40 | Lars Back                                                  | Hofors AIF                                                 | 3:35:37 |
| Stafett 3 x 10 km | Hofors AIF (Lars Back, Alvar Hägglund, Nils Östensson)    | Hofors AIF (Lars Back, Alvar Hägglund, Nils Östensson)    | 2:13:28 | Brännans IF (Gerhard Vikner, Folke Wedin, Carl Pahlin)               | Brännans IF (Gerhard Vikner, Folke Wedin, Carl Pahlin)               | 2:14:28 | IFK Umeå (Gösta Andersson, Gösta Jacobsson, Almer Åström)  | IFK Umeå (Gösta Andersson, Gösta Jacobsson, Almer Åström)  | 2:14:51 |
| Lagtävling 15 km  | Brännans IF (Gerhard Vikner, Carl Pahlin, Folke Wedin)    | Brännans IF (Gerhard Vikner, Carl Pahlin, Folke Wedin)    |         | Östersunds SK (Alfred Dahlqvist, Kristian Svelander, Gunnar Wärdell) | Östersunds SK (Alfred Dahlqvist, Kristian Svelander, Gunnar Wärdell) |         | IFK Umeå (Gösta Andersson, Arthur Häggblad, B. Forsberg)   | IFK Umeå (Gösta Andersson, Arthur Häggblad, B. Forsberg)   |         |
| Lagtävling 30 km  | Hofors AIF (Nils Östensson, Alvar Hägglund, Lars Back)    | Hofors AIF (Nils Östensson, Alvar Hägglund, Lars Back)    |         | IFK Umeå (Arthur Häggblad, Bengt Forsberg, Almer Åström)             | IFK Umeå (Arthur Häggblad, Bengt Forsberg, Almer Åström)             |         | Östersunds SK (Alfred Dahlqvist, K. Svelander, G. Wärdell) | Östersunds SK (Alfred Dahlqvist, K. Svelander, G. Wärdell) |         |
| Lagtävling 50 km  | IFK Umeå (Arthur Häggblad, Gösta Jakobsson, Almer Åström) | IFK Umeå (Arthur Häggblad, Gösta Jakobsson, Almer Åström) |         | Hellas (Sven Lundström, Erik Sjölander, Ångman)                      | Hellas (Sven Lundström, Erik Sjölander, Ångman)                      |         | Jokkmokks SK                                               | Jokkmokks SK                                               |         |

### Damer
| Gren             | Guld                                                          | Guld                                                          | Guld  | Silver            | Silver   | Silver | Brons                         | Brons                   | Brons |
| 10 km            | Vera Åström                                                   | Järbo IF                                                      | 45:44 | Anna Lisa Larsson | Kiruna   | 46:14  | Barbro Olsson Lilly Söderlund | Djurgårdens IF Frösö IF | 46:16 |
| Lagtävling 10 km | Djurgårdens IF (Barbro Olsson, Maud Cederholm, Dis Cederholm) | Djurgårdens IF (Barbro Olsson, Maud Cederholm, Dis Cederholm) |       | Frösö IF          | Frösö IF |        | Flarkens IK                   | Flarkens IK             |       |

### Webbkällor
- Svenska Skidförbundet

- DN. Arkivet